# Pseudalosterna takagii
Pseudalosterna takagii là một loài bọ cánh cứng trong họ Cerambycidae.